# Max Landsberg (Rabbiner)

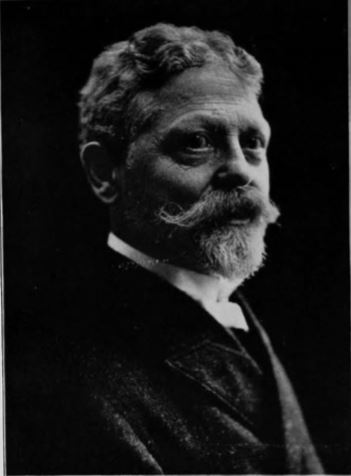
Max Landsberg

Max Landsberg (* 26. Februar 1845 in Berlin; † 9. Dezember 1927 in Rochester (New York)) war ein aus Deutschland stammender Oberrabbiner am Bereth Kodeth Temple in Rochester, N.Y.

## Leben
Max Landsberg wurde in Berlin als der älteste Sohn einer alteingesessenen jüdischen Familie geboren, kurz bevor sein Vater, Meyer Landsberg (1810–1870), in Hildesheim die Stelle des Landrabbiners antrat.
Zunächst wurde Landsberg privat erzogen, ging dann aber auf das Gymnasium Josephinum in Hildesheim. Nach dem Abitur studierte er in Göttingen, Breslau und Berlin. Die Ausbildung zum Rabbiner erhielt er von Lazarus Adler in Kassel, Samuel Ephraim Meyer in Hannover und von Abraham Geiger in Breslau. Am 7. November 1866 wurde er an der Universität Halle mit seiner Arbeit Vita sultani Muradi" a Muhammed Amyn Mohibby, e codd. mss. bibliothecae regiae Berolinensis, addita versione latina atque adjectis adnotationibus zum Dr. phil. promoviert. Seit 1866 war er Stiftsrabbiner und Lehrer an dem Seminar für jüdische Lehrer in Hannover. Zum Rabbiner wurde er durch seine Semicha 1870.
Im Herbst 1869 entschloss sich die im Jahre 1848 als orthodox gegründete Gemeinde in Rochester, einen Rabbiner einzustellen, der sowohl in Deutsch wie auch in Englisch predigen konnte und ein „gentleman of advanced ideas and reformed religious views“ sein sollte. Dieses Zitat ist ein  Auszug aus der Anzeige für die Stelle eines Rabbiners in Rochester in der Wochenzeitschrift „The American Israelite“, dem öffentlichen Forum des amerikanischen Reformjudentums. Nachdem man im Land keine geeignete Person fand, wandte man sich an Abraham Geiger, einen Vordenker des Reformjudentums in Europa. Geiger ermutigte seinen ehemaligen Schüler, sich um diese Stelle zu bewerben. Aufgrund seiner Bewerbung im Dezember 1870 wurde Landsberg eingeladen und siedelte zum Pessach 1871 (ca. Anfang April 1871) nach Rochester. Bis 1915 blieb er dort als Oberrabbiner.
Kurz vor seiner Abreise in die USA heiratete Landsberg am 26. Februar 1871 in Hannover Miriam Isengarten (* 1847; † 16. April 1912 in Baltimore).
Was die liturgischen Reformen in der Gemeinde anging, so stützte sich Landsberg auf das von David Einhorn 1858 publizierte Gebetbuch Olat Tamid. Es enthielt die Mehrzahl der Gebete auf Deutsch und war entsprechend gedruckt und zu lesen: von links nach rechts. Allerdings kam es schon 10 Tage nach der Einführung am 27. April 1873 in der Gemeinde B’rith Kodesh zu Kontroversen. Daraufhin zog der Gemeindevorstand dieses Gebetbuch zurück und ersetzte es durch eine auf mehr Tradition setzende, aber auch reformerische Liturgie, welche vom Temple Emanu El in New York City veröffentlicht worden war. Trotz der Unzulänglichkeiten nutzte Landsberg dieses Gebetbuch über ein Jahrzehnt. Auf der anderen Seite veranlasste es ihn, eigene Vorstellungen einer liturgischen Revision einzubringen. Das Ergebnis war das im Jahre 1880 zusammen mit Sol Wile (1853–1931) veröffentlichte Buch Hymn Book for Jewish Worship. Zu zwei Drittel enthielt es englischsprachige Lieder, die restlichen waren in deutscher Sprache. Sol Wile war zu der Zeit Präsident des Tempels B’rith Kodesh und in seinem Vorwort zu dem Gesangbuch, welches mehr für die Gemeinde gedacht war als für den Rabbiner und den Chor, schrieb er, dass er sich von diesen Liedern einen „inbrünstigeren“ Gottesdienst erhoffte.
Aber erst das Gebetbuch Ritual for Jewish Worship von Max Landsberg selbst, eingeführt 1884, machte die Gemeinde zum Zentrum der radikalen jüdischen Reformbewegung. Es war das Ergebnis von Landsbergs Bemühungen, in Übereinstimmung mit den Vorstellungen der Gemeindemitglieder, eine neue Liturgie zu erstellen, welche „conform to the sentiments of the living generation“ war. Landsberg erhielt nicht nur Lob, sondern auch harsche Kritik, u. a. von Isaac Mayer Wise. Auch in der eigenen Gemeinde sah sich Landsberg einer Opposition gegenüber; dies änderte aber nichts an einer Übernahme der Liturgie. So war es Landsberg trotz aller Kritiken gelungen, eine vollständig in englischer Sprache und der Reformbewegung entsprechende Liturgie zu erstellen.
Ein herausragendes Ereignis für Max Landsberg war 1895 die Ausrichtung des jährlichen Treffens der Central Conference of American Rabbis (CCAR). Er selbst war in dieser Bewegung seit ihrer Gründung 1889 aktiv. Bei diesem Treffen gab es eine volle Übereinstimmung in den Auffassungen von Isaac Mayer Wise und Landsberg, dass es zu den größten Erfolgen des amerikanischen Reformjudentums gehörte, das Judentum von den zeremoniellen Zwängen befreit zu haben.
Eine weitere Besonderheit dieser Zeit war das vermehrte Engagement von Frauen in der Gemeinde und besonders in der Gemeindearbeit. Es waren gerade die Frauen, die an den Gottesdiensten teilnahmen und mehr Einfluss auf die Geschicke der Gemeinde nehmen wollten. Hier tat sich Max Landsberg hervor, indem er sich offen für die Rechte der Frauen einsetzte. In seinem Aufsatz The Position of Women Among the Jews setzte er sich mit den theologischen Auswirkungen der Frauenemanzipation auseinander.
Landsbergs Frau Miriam engagierte sich direkt in der Gemeinde. Sie war zudem eine gute Freundin von Susan B. Anthony. Anthony gehörte der First Unitarian Church in Rochester an, welche seit langem sehr enge Beziehungen zur jüdischen Gemeinde pflegte. Zudem war Anthony eine Pionierin der amerikanischen Frauenrechtsbewegung, welche ihr Zentrum in Rochester hatte. Auch Landsberg selbst arbeitete eng mit Susan B. Anthony zusammen. Miriam Landsberg war die erste weibliche Delegierte des Rates der Union of American Hebrew Congregations. Mit der Gründung der B’rith Kodesh Sisterhood setzte sie sich in der Gemeinde ein Denkmal. Sie war nicht nur die Initiatorin, sondern bis zu ihrem Lebensende der „moving spirit“. Das soziale Engagement dieser Organisation war sehr vielseitig. Im Jahre 1901 wurde die Zentrale in einem Gebäude in der Baden Street in Rochester eingerichtet. Seitdem besteht die Organisation noch heute als Baden Street settlement.
Max Landsberg selbst entfremdete sich aber seit dieser Zeit zunehmend von der Gemeinde, vielleicht auch, weil ihm nie eine lebenslange Amtsführung erteilt worden war, sondern er immer wieder von dem Gemeinderat seine Amtszeit verlängern lassen musste. Schon im Juli 1910 wurde für die Gemeinde Horace J. Wolf als Assistent eingestellt. Sein Vertrag wurde auch mehrmals verlängert. Man versuchte so, Landsbergs Einfluss auf die Gemeinde zu begrenzen.
Besonders hart traf Landsberg der Tod seiner Frau Miriam im Jahre 1912. Waren seine letzten Jahre durch Verbitterung gekennzeichnet, so nahm ihm dies Ereignis jede Lebensfreude. Als dann im März 1913 ein Komitee bei Landsberg „the lack of interest in the religious life of the congregation“ feststellte und Empfehlungen im Oktober veröffentlichte, bot Max Landsberg seinen Rücktritt an. Wohl mit Rücksicht auf die angeschlagene Stellung von Landsberg gab man seinen Rücktritt erst im Dezember 1914 bekannt; in Kraft trat er aber erst am 1. März 1915.

## Bedeutung
In den Vereinigten Staaten setzte sich Max Landsberg für eine Reform des jüdischen Gottesdienstes ein. So hielt er seine Gottesdienste in englischer Sprache und nicht in Hebräisch. Auch die von ihm herausgegebenen Gebetbücher bestanden zu zwei Drittel aus englischen Gesängen und der Rest in deutscher Sprache. Zudem setzte er sich für die Heirat von Juden und Nicht-Juden ein. Im Rahmen des amerikanischen Reformjudentums gehörte Landsberg zu den Rabbinern, welche sich in der Gemeinde für die Befreiung von den zeremoniellen Zwängen einsetzten, entsprechende Liturgien erstellten und danach Gottesdienste durchführten.

## Familie
Ein Bruder von Max Landsberg ist Theodor Landsberg.
Die älteste Tochter von Max Landsberg, Clara (1873–1966), war eine Freundin der Geschwister Alice Hamilton, Edith Hamilton und Margret Hamilton. Mit letzterer studierte sie ein Sommersemester in München. Nach ihrem Lehrer-Examen übernahm sie 18 Jahre lang im Hull House Aufgaben in der Erwachsenenbildung und teilte sich ein Zimmer mit Alice. Alice betrachtete Clara Landsberg als einen Teil der eigenen Familie: „I could not think of a life in which Clara did not have a great part, she has become part of my life almost as if she were one of us.“
Weitere Kinder waren Emil M. Landsberg (1871–1955), Rose (1874–1955), seit 26. Dezember 1898 verheiratet mit dem Juristen Benjamin Stolz (* 13. Oktober 1867 in Syracuse; † 29. Mai 1937), und Grace Lillian (), verheiratet mit Harry Franklin Leiter.

## Schriften
- Der Codex von Raschi’s und Raschbam’s Pentateuch-Commentarien in der Breslauer Seminarbibliothek. In: Monatsschrift für Geschichte und Wissenschaft des Judenthums, Jg. 14 (1865) Nr. 10, S. 370–389 u. Nr. 11, S. 416–425.
- Analekten zur Geschichte der Juden in Hildesheim. In: Monatsschrift für Geschichte und Wissenschaft des Judentums, Jg. 19 (1870) Nr. 3, S. 123–124.
- Mittheilungen aus der Michael-David'schen Stiftung. In: Blätter aus der Michael-David'schen Stiftung in Hannover. Brandes, Hannover 1870, S. 63–72 (Digitalisat).
- Stimmen des orthodoxen Judenthums aus dem 12. und 13. Jahrhundert und die gegnerischen Kundgebungen der christlichen Orthoxie des 19. Jahrh. Offenes Sendschreiben von Dr. Max Landsberg, Rabbiner. Posen: J.J. Heine, 1871.
- Max Landsberg Papers. Includes correspondence, sermon, and newspaper clippings concerning the „Hymn book for Jewish worship,“ compiled and published by Landsberg and Sol Wile. 1875
- Hymn Book for Jewish Worship. Compiled by Sol[omon] Wile; M[ax]. Landsberg. Rochester: Union and Advertiser Press, 1880.
- The Offering of Isaac. In: The American Jewish pulpit, Bloch 1881, S. 77–84.
- Ritual for Jewish worship, C. Mann, 1897 (noch heute aufgelegt, aber unter dem Namen Landsbery)
- Auszüge aus Dokumenten und Büchern zur Geschichte der Juden … o. O. u. J.
- Outline of the Jewish religion, 1899
- The position of woman among the Jews, in: UAHC: Judaism at the World’s Parliament of Religions, Cincinnati, 1894,  S. 241ff